# Ekloga IV

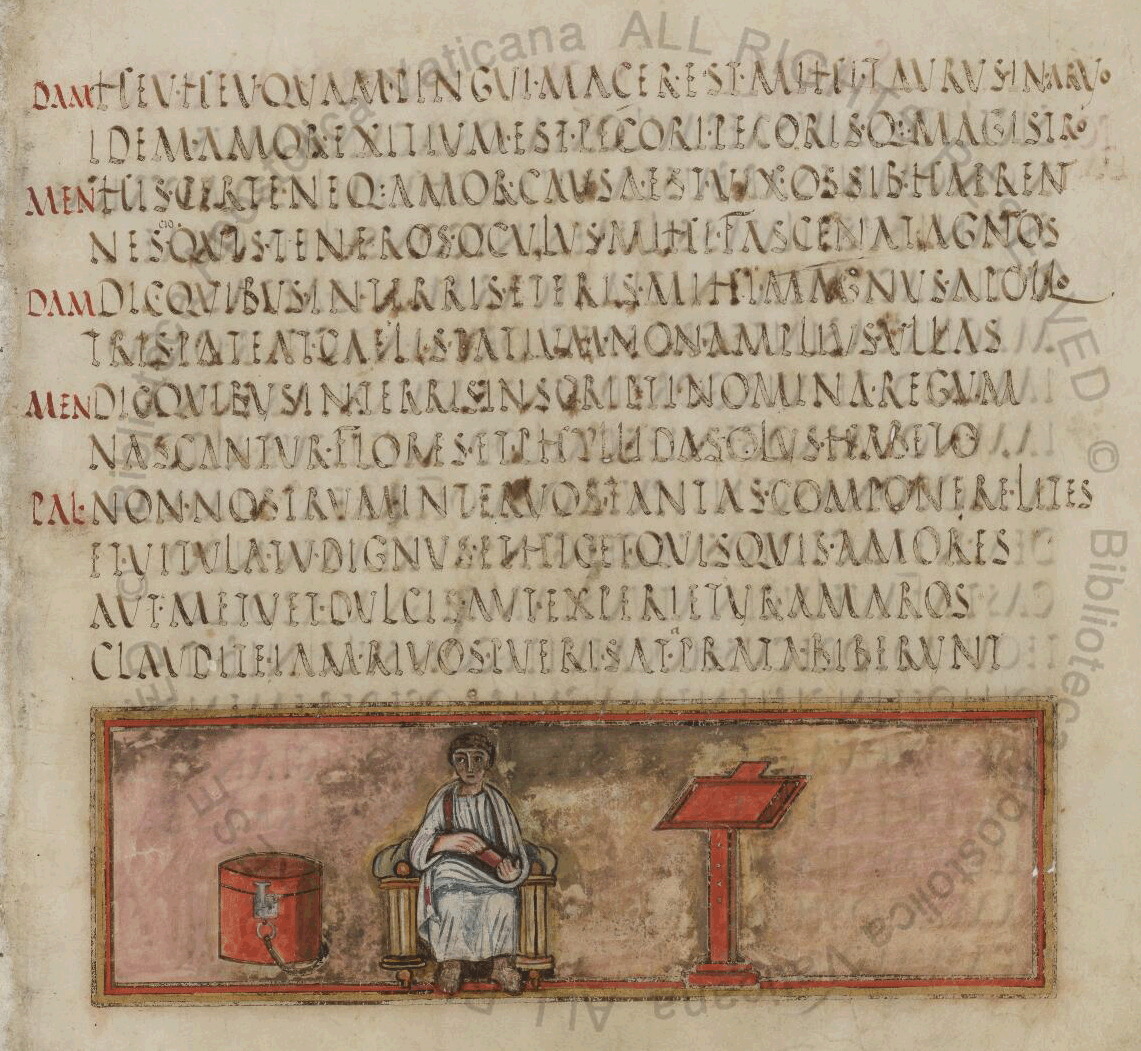
Tekst eklogi z portretem Wergiliusza w rękopisie z V wieku. Vergilius Romanus, folio 9. Biblioteka Watykańska, sygnatura Cod. Vat. lat. 3867

Ekloga IV (łac. Ecloga IV), w rękopisach niekiedy tytułowana Pollio (w niektórych polskich tłumaczeniach Pollion), znana również jako Ekloga mesjańska lub Pieśń sybillińska – składająca się z sześćdziesięciu trzech heksametrów ekloga Wergiliusza, czwarta w zbiorze Bukolik.  Utwór ten napisany został w roku 41 lub 40 przed Chrystusem – w Rzymie albo Neapolu. 
Ekloga IV zawiera tzw. mesjańską przepowiednię Wergiliusza. Poeta zapowiedział w niej narodzenie z dziewicy dziecka, które zmaże zbrodnie ludzkości, przyniesie światu pokój i zapoczątkuje nową erę. Badacze uważają Eklogę IV za jeden z najczęściej cytowanych, najsłynniejszych, a zarazem najbardziej kontrowersyjnych utworów w dziejach literatury.

## Okoliczności powstania

Cytat z Eklogi IV Wergiliusza na rewersie Wielkiej Pieczęci Stanów Zjednoczonych

Powstanie eklogi związane było z objęciem przez Azyniusza Polliona konsulatu na rok 40. Pollion reprezentował Marka Antoniusza w czasie układów między Oktawianem i Antoniuszem, zakończonych pokojem w Brundyzjum. Reprezentantem Oktawiana był natomiast Mecenas, przyjaciel i opiekun Wergiliusza. Zawarcie pokoju wiązało się z powszechnymi oczekiwaniami na zakończenie toczących się od lat wojen domowych, terroru oraz proskrypcji, w czasie których trzy lata wcześniej zamordowany został Cyceron. W eklodze wyraził Wergiliusz nadzieję na trwały pokój i nadejście złotej ery w dziejach Rzymu oraz całego świata.
Przepowiednie były elementem poezji greckiej i rzymskiej od czasów Homera. Dotąd jednak wkładano je w usta postaci literackich, a poeta jedynie przytaczał słowa proroctwa. W I wieku przed Chrystusem różni autorzy rzymscy wyrażali opinie, że starołaciński termin, którym określano poetę – vates – oznacza człowieka, który zna przyszłość, wieszcza. 
Prawdopodobnie zainspirowany tym poglądem, Wergiliusz zdecydował się w Eklodze IV – wbrew dotychczasowej konwencji literackiej – na  przepowiednię wypowiedzianą we własnym imieniu. Powołując się na Sybillę z Kume, pełnym zachwytu tonem prorokował, że wkrótce narodzi się z dziewicy dziecko, które zmaże zbrodnie ludzkości, przyniesie światu pokój i zapoczątkuje nową erę.

## Zawartość
Ekloga IV różni się zarówno strukturą, jak i tematyką od innych utworów ze zbioru Bukolik. Już we wstępnej inwokacji do Muz Wergiliusz zaznaczył, że w tej pieśni opiewał będzie nieco wyższe sprawy - paulo maiora. Z rządami Polliona wiązał bowiem poeta nadzieję na rozpoczęcie nowej ery, której nadejście zapoczątkują narodziny dziecka z dziewicy:
Ultima Cumaei venit iam carminis aetas;

magnus ab integro saeclorum nascitur ordo.

Iam redit et Virgo, redeunt Saturnia regna,

iam nova progenies caelo demittitur alto.

Teque adeo decus hoc aevi, te consule, inibit,

Pollio, et incipient magni procedere menses;

te duce, si qua manent sceleris vestigia nostri,

inrita perpetua solvent formidine terras.
„Oto już nadszedł kres, głoszony proroctwem Sybilli –

Wielki szereg stuleci popłynie teraz od nowa,

Wraca na ziemię Dziewica, wraca królestwo Saturna

I pokolenie nowe z bezkresnych zstępuje przestworzy.

Pollionie! Za twoich rządów, konsulu, ta radość zabłyśnie

Zaświta szczęście stulecia, popłyną Wielkie Miesiące.

Za twoich rządów zmazane będą ohydne zbrodnie.

Które nas plamią i ziemia wyzwoli się z trwogi odwiecznej.”

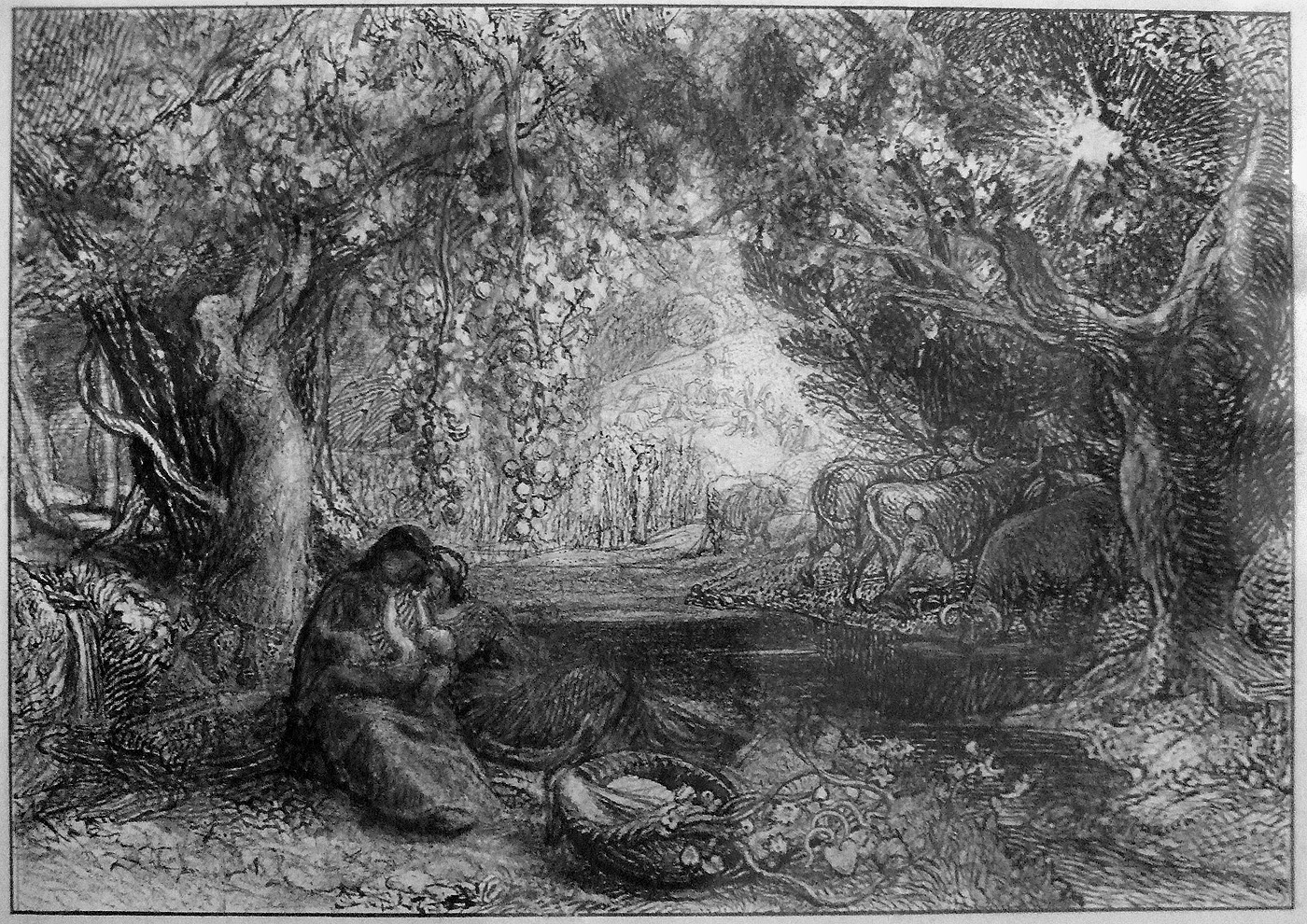
Ekloga IV. Samuel Palmer, rysunek ołówkiem z 1876 roku

Zgodnie z przepowiednią świat będzie się zmieniał stopniowo – wraz ze wzrostem chłopca. Za jego niemowlęctwa zajdą niezwykłe wydarzenia – pojawią się osobliwe kwiaty, łąki napełni woń balsamów, bydło będzie się wypasać i powracać do zagrody bez pasterza. Zginie też zdradziecki wąż, a lwy nie będą już stanowiły niebezpieczeństwa. 
Za lat dziecięcych chłopca ziemia stanie się mlekiem i winem płynąca, z twardego dębu zacznie sączyć się miód. Przeplatać się to będzie jeszcze ze zbrodniami – powtórzy się wyprawa Argonautów, wybuchnie znów wojna trojańska. Jednak za jego lat męskich zapanuje złoty wiek ludzkości – ziemia będzie wydawała owoce bez trudu rolnika, a na łąkach będą pasły się różnobarwne stada.
Nową erę Wergiliusz przyzywał pieśnią, obracając wrzecionem Parki i modląc się o szybkie narodziny cudownego dziecka. Miał też nadzieję, że być może dożyje nadchodzących, wspaniałych czasów:
O mihi tum longae maneat pars ultima vitae,

spiritus et quantum sat erit tua dicere facta:

non me carminibus vincat nec Thracius Orpheus.
„Gdyby mi wówczas pozostał jeszcze ostatek życia

I tchnienia dosyć w mej piersi, bym czyny twoje opiewał,

To pieśni moich nie zaćmi ani Orfeusz, ni Linus.”
Ekloga kończy się inwokacją do chłopca, w której poeta uprasza go o czułość i szacunek względem matki:
Incipe, parve puer, risu cognoscere matrem;

matri longa decem tulerunt fastidia menses.

Incipe, parve puer. qui non risere parenti,

nec deus hunc mensa dea nec dignata cubili est.
„Najpierw jednak, chłopczyku, uśmiechnij się czule do matki.

Ona wiele cierpiała przez dziesięć długich miesięcy.

Uśmiechnij się do niej maleńki! Kto matki swej nie powitał,

Nie wejdzie na ucztę bogów, nie zazna pieszczot bogini.”

## Recepcja

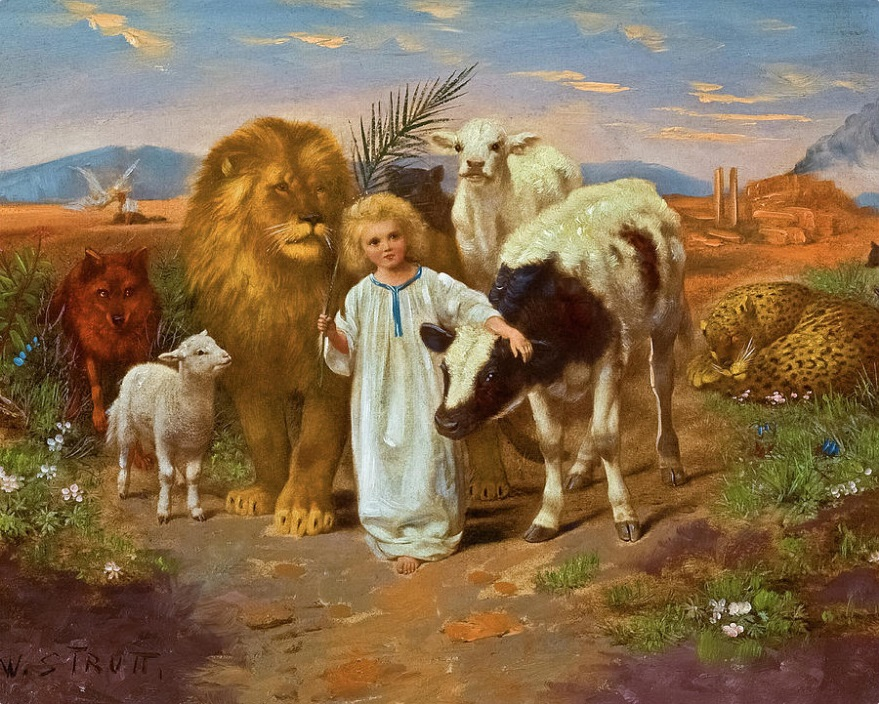
A little child shall lead them – obraz Williama Strutta z 1896 roku. Paralele między Eklogą IV a Księgą Izajasza (11, 6-7) są podstawą mesjańskiej interpretacji utworu Wergiliusza

### Interpretacje alegoryczne
Za rządów Augusta i jego następców powszechnie uważano, że przepowiednia Wergiliusza spełniła się po bitwie pod Akcjum i zapanowaniu tak zwanego pax Romana. Ugruntowało to pozycję poety jako narodowego wieszcza. W opisanym w eklodze dziecku widziano najczęściej samego Augusta – twórcę złotego wieku Rzymu.
Chrześcijańscy pisarze z III wieku powiązali dziecko zrodzone z dziewicy z Jezusem. Cesarz Konstantyn Wielki w oficjalnym piśmie z roku 325 zadekretował, że przepowiednia Wergiliusza mówiła o Chrystusie i nadał tej interpretacji charakter oficjalny. Jednak część Ojców Kościoła nie podzielała tego poglądu. Najbardziej zdecydowanym przeciwnikiem mesjańskiej interpretacji tekstu pogańskiego poety był Hieronim ze Strydonu. Natomiast Augustyn z Hippony i Laktancjusz dopuszczali chrześcijańskie znaczenie proroctwa. 
Współcześni zwolennicy interpretacji mesjańskiej podkreślają, że dziecko, o którym pisał Wergiliusz, miało narodzić się z dziewicy, bez udziału ojca. Wyklucza to – ich zdaniem – dosłowne znaczenie przepowiedni. Według opinii tych badaczy autor Eklogi IV znał tekst Księgi proroka Izajasza. Wielu historyków twierdzi bowiem, że Wergiliusz interesował się rozpowszechnianymi w jego czasach wszelkiego typu przepowiedniami i proroctwami, zarówno tymi mającymi początek w tradycji grecko-rzymskiej, jak i pochodzącymi z Judei czy Egiptu. 
Badacze, którzy podzielają interpretację mesjańską, uważają, że prawdopodobnie w I wieku przed Chrystusem sprowadzono do Rzymu przynajmniej fragmenty Septuaginty, greckiego przekładu Starego Testamentu powstałego w Aleksandrii. Jeżeli Maron czytał Septuagintę, tłumaczyłoby to paralele między tekstami Izajasza i Eklogi IV. Nie można jednak wykluczyć, że Wergiliusz mógł zapoznać się z proroctwami mesjańskimi nie w Biblii, ale w spisanych w języku greckim żydowskich Wyroczniach sybillińskich, których najstarsze księgi datuje się zazwyczaj na I wiek przed Chrystusem.

### Interpretacje historyczne

Złoty wiek - fresk ilustrujący Eklogę IV. Pietro da Cortona, sala della Stufa, Palazzo Pitti, Florencja

Powyższe interpretacje opierają się na założeniu, że Wergiliusz użył alegorii lub symbolu, natomiast nie miał na myśli konkretnego, w chwili pisania eklogi właśnie narodzonego lub oczekiwanego dziecka. Gdy jednak tekst odczytać dosłownie, wynika z niego, że dziecko powinno narodzić się w roku 40, w czasie konsulatu Polliona. Krytycy interpretacji alegorycznych zwracają uwagę, że nie należy tej daty odnosić do Augusta (który urodził się dwadzieścia lat wcześniej), ale także Jezusa, który gdyby urodził się w roku 40, zginąłby w sędziwym wieku. 
Pisarze, którzy odrzucali alegoryczną interpretację eklogi, próbowali przez wieki odpowiedzieć na pytanie, kim było nie wymienione z imienia dziecko. Na ten temat powstało wiele rozmaitych hipotez. Zgodnie z komentarzem Serwiusza utwór odnosił się do starszego syna Polliona, Azyniusza Gallusa, konsula z roku 8 przed Chrystusem. Inni komentatorzy starożytni sądzili, że Wergiliusz miał na myśli nie starszego syna Polliona, ale młodszego – Azyniusza Saloninusa, który zawdzięczał swój przydomek zwycięstwu ojca pod Saloną w Dalmacji z roku 39. 
Według części badaczy, dziecko którego oczekiwał Wergiliusz, miało urodzić się ze związku Oktawiana i Skrybonii. Chodziło więc o córkę cesarza, Julię. Inni sądzą, że mógł to być potomek Marka Antoniusza i siostry cesarza Oktawii. Zawarli oni małżeństwo właśnie w roku 40.  Oktawia, wdowa po Gajuszu Marcellusie, urodziła wówczas pogrobowca, Marcellę Młodszą. Dzieckiem Antoniusza i Oktawii, była urodzona rok później Antonia Starsza.
Ponieważ Marek Antoniusz żywił wielki szacunek do ksiąg sybillińskich, to część uczonych jest zdania, że Wergiliusz sławił w Eklodze IV narodziny syna Antoniusza i Kleopatry, która na początku roku 40 powiła bliźnięta – Aleksandra Heliosa i Kleopatrę Selenę.